# Dothidotthia melanococca
Dothidotthia melanococca är en svampart som först beskrevs av Lév. ex Triana & Planchon, och fick sitt nu gällande namn av Aptroot 2006. Dothidotthia melanococca ingår i släktet Dothidotthia och familjen Dothidotthiaceae.   Inga underarter finns listade i Catalogue of Life.